# La Virgen con el Niño y santos (Pittoni)
La Virgen con el Niño y santos (en italiano: La Vergine col bambino e i santi), es un cuadro al óleo realizados por el pintor italiano Giambattista Pittoni que es parte de la colección permanente del Museo del Prado.